# Moesha
Moesha är en amerikansk drama- och komedi-serie som producerades mellan den 23 januari 1996 och den 14 maj 2001. Huvudrollen spelas av R&B-sångerskan Brandy som Moesha Mitchell, en High School-elev som bor med sin familj i Los Angeles.

## Överblick
Serien fokuserade på livet i mellanklassen för en afro-amerikansk familj genom ögonen på typisk amerikansk student. Hennes pappa, Frank, en änkling och försäljare av bilmärket Saturn som gifte sig med biträdande rektor Dee, på Moeshas skola, mycket till hennes förfäran. Serien skapades av Ralph Farquhar tillsammans med Sara V. Finney och Vida Spears.

## Handling
Serien tog upp problem som alla någon gång ställs för, graviditet, droger, ras-relationer, föräktenskapligt samlag, döda föräldrar samt fler vardagliga problem som tonåringar upplever hemma och i skolan.
I ett kontroversiellt avsnitt ("Secrets & Lies") får familjen Mitchell veta, av Franks faster att han är den biologiska pappan åt Dorian, som familjen och Dorian själv trodde var Franks systerson. De chockerande nyheterna vänder familjen upp och ner och resulterar i att Moesha lämnar huset och Dorian blir upprorisk.

## Karaktärer
| Karaktärer            | Skådespelare        | Säsonger     | Säsonger  | Säsonger  | Säsonger     | Säsonger     | Säsonger     | Säsonger |
| Karaktärer            | Skådespelare        | 1            | 2         | 3         | 4            | 5            | 6            |          |
| --------------------- | ------------------- | ------------ | --------- | --------- | ------------ | ------------ | ------------ | -------- |
| Moesha Mitchell       | Brandy Norwood      | Huvudroll    | Huvudroll | Huvudroll | Huvudroll    | Huvudroll    | Huvudroll    |          |
| Frank Mitchell        | William Allen Young | Huvudroll    | Huvudroll | Huvudroll | Huvudroll    | Huvudroll    | Huvudroll    |          |
| Deidra "Dee" Mitchell | Sheryl Lee Ralph    | Huvudroll    | Huvudroll | Huvudroll | Huvudroll    | Huvudroll    | Återkommande |          |
| Kimberly "Kim" Parker | Countess Vaughn     | Huvudroll    | Huvudroll | Huvudroll | Huvudroll    |              |              |          |
| Myles Mitchell        | Marcus T. Paulk     | Huvudroll    | Huvudroll | Huvudroll | Huvudroll    | Huvudroll    | Huvudroll    |          |
| Hakeem Campbell       | Lamont Bentley      | Huvudroll    | Huvudroll | Huvudroll | Huvudroll    | Huvudroll    | Huvudroll    |          |
| Andell Wilkerson      | Yvette Wilson       | Huvudroll    | Huvudroll | Huvudroll | Huvudroll    | Huvudroll    |              |          |
| Niecy Jackson         | Shar Jackson        | Återkommande | Huvudroll | Huvudroll | Huvudroll    | Huvudroll    | Huvudroll    |          |
| Quinton "Q" Brooks    | Fredro Starr        |              | Huvudroll | Huvudroll | Återkommande | Återkommande | Återkommande |          |
| Dorian Long           | Ray J               |              |           |           |              | Huvudroll    | Huvudroll    |          |

## Skådespelare och besättning (svenska)
- Moesha Mitchell: Pernilla Wahlgren
- Frank Mitchell: Tommy Nilsson
- Debra Mitchell: Irene Lindh
- Myles Mitchell: Hans Wahlgren
- Hakeem Campbell: Steve Kratz
- Andell Wilkerson: Leo Hallerstem
- Quinton Brooks: Gunnar Ernblad

## Priser
| År   | Pris               | Kategori                                          | Mottagare              |
| ---- | ------------------ | ------------------------------------------------- | ---------------------- |
| 1997 | NAACP Image Awards | Outstanding Youth Actor/Actress                   | Brandy Norwood         |
| 1998 | NAACP Image Awards | Outstanding Supporting Actress in a Comedy Series | Countess Vaughn        |
| 2000 | SHINE Awards       | Comedy Episode                                    | "Let's Talk About Sex" |